# BMC (турецкая автомобилестроительная компания)

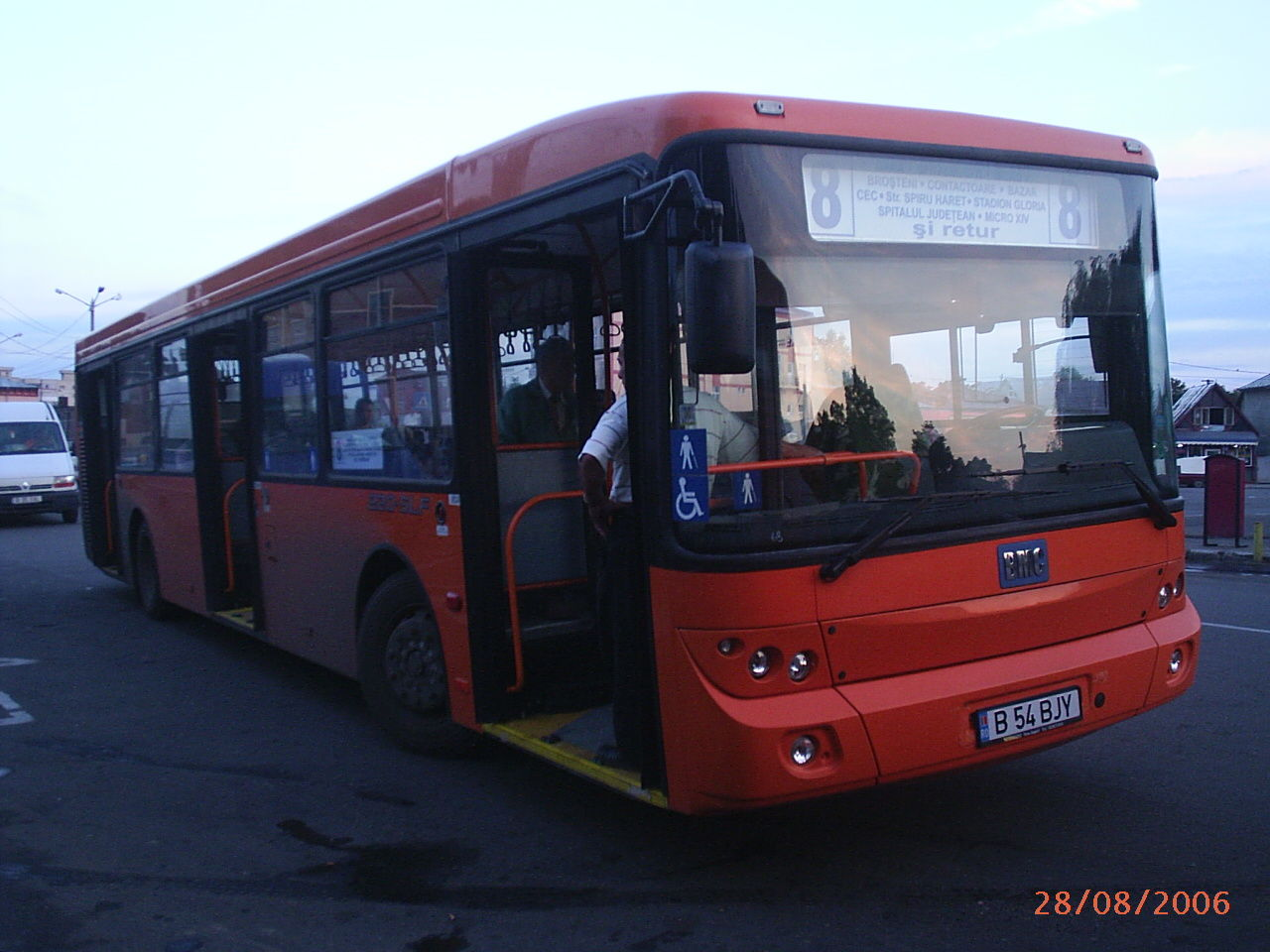
BMC в Румынии

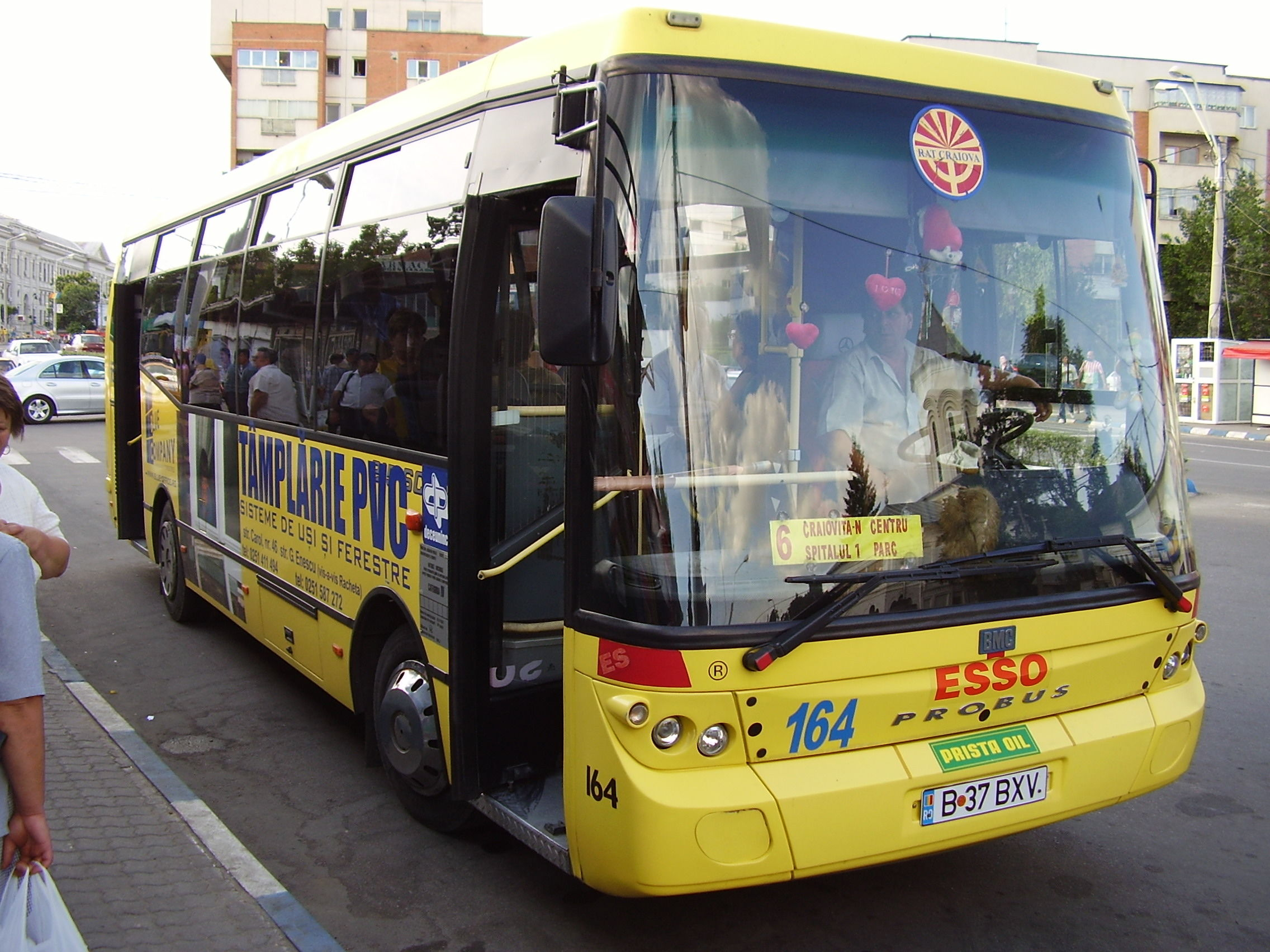
BMC Probus в Румынии

BMC Sanayi ve Ticaret A.Ş. — турецкий производитель грузовых автомобилей и автобусов.
Фирма из города Измир выпускает самые разнообразные автобусы: городские, междугородные,
большого, среднего и малого класса.
Falcon 1100 — 11-метровый автобус с дизельным двигателем Cummins(Euro 3). Мест для сидения — 40.
220 SLF — низкорамный 12-метровый автобус с 46 сиденьями.
Probus 850 — междугородный автобус среднего класса с двигателями Cummins в 215 или 235 л. с.
В 2019-м году на Teknofest был представлен пикап Tulga, которым управлял президент Турции.
Дизайн, разработка и производство автобусов у фирмы BMC — полностью собственные.
Компания также занимается разработкой и производством военной техники, являясь главным поставщиком автомобилей для вооружённых сил Турции.
Kirpi - бронетранспортер.
В ноябре 2018 года между компанией BMC и Управлением оборонной промышленности Турции был заключён договор на производство нового боевого танка Altay для Вооружённых сил Турции.